# EADS Mako/HEAT
L'EADS Mako/High Energy Advanced Trainer (Mako/HEAT) fou un avió d'entrenament d'alt rendiment proposat per entrar en servei amb diverses forces aèries europees. El programa és el resultat final del projecte AT-2000.
Els subcontractistes haurien inclòs Aermacchi (ara Leonardo), Saab i Dassault Aviation.
L'impulsava un turboventilador General Electric F424M, que és una versió retocada de l'F414. Inicialment, EADS pretenia utilitzar l'Eurojet EJ200, però finalment optà per l'F424M.
L'entrenador Aermacchi M-346, també proposat per al Eurotrainer, emprengué el seu primer vol el 15 de juliol del 2004 i dugué a terme vols de proves a partir d'aleshores, mentre que a 2005, EADS encara no havia anunciat la data del primer vol del Mako.
Finalment, el projecte fou cancel·lat en perdre contra el programa KTX-2 de Korean Aircraft Industries i Lockheed Martin, així com la selecció de l'M-346 per diversos països.